# Ja'far ibn Abi Talib
Jaʿfar ibn Abī Ṭālib (in arabo ﺟﻌﻔﺮ ﺑﻦ أبي ﻃﺎﻟﺐ‎?; La Mecca, 589 – Mu'ta, 629) è stato uno dei figli di Abū Ṭālib, fratello maggiore di ʿAlī ibn Abī Ṭālib e cugino primo del profeta Maometto.
Nel momento in cui il padre si trovò in difficoltà economiche, mentre Maometto prendeva nella sua casa il cuginetto ʿAlī, Jaʿfar invece entrò nella casa del fratello del padre, suo zio al-ʿAbbās b. ʿAbd al-Muṭṭalib.
Fu tra i primi a convertirsi all'Islam e prese parte alla "Piccola Egira" nel 616 in Abissinia assieme alla moglie Asmāʾ bt. ʿUmays (che, andata in seguito sposa poi ad Abū Bakr, gli genererà Muhammad ibn Abi Bakr).
Fu lui che, recitando un brano del Corano al cospetto del Negus (che ne rimase favorevolmente colpito), lo convinse a non permettere che il piccolo gruppo di musulmani fosse espulso dal Paese e, di fatto, riconsegnato ad alcuni inviati dei Quraysh di un Mecca ancora pagana che intendevano reprimere la nuova fede - per loro tuttavia eversiva e pericolosa per gli assetti economica della città higiazena - fintanto che avesse potuto contare su numeri di convertiti decisamente infimi.
In occasione della vera e propria Egira del 622, suo cugino Maometto - che gli era particolarmente affezionato, anche per via di una spiccata rassomiglianza fra loro - lo affratellò a Muʿādh b. Jabal.
Fu designato - assieme al figlio adottivo di Maometto, Zayd b. Ḥāritha, e al poeta ʿAbd Allāh b. Rawāḥa - a comandare uno stuolo di guerrieri che aveva il probabile compito di portare all'obbedienza di Medina gli Arabi beduini che alternativamente si spostavano dall'Arabia settentrionale alla Siria, traversando il Deserto arabico (che verso la costa mediterranea acquista il nome di Deserto siriano).
Morì da martire ( shahīd ), assieme agli altri comandanti, nella battaglia di Mu'ta (settembre del 629), all'età di circa 40 anni, e il suo cadavere fu inumato nei pressi del luogo in cui lo scontro era avvenuto.

## Discendenti
- ʿAbd Allāh b. Jaʿfar, sposò la cugina Zaynab bt. ʿAlī. I loro figli morirono nella strage di Kerbelāʾ.
- Muḥammad b. Jaʿfar.
- ʿAwn b. Jaʿfar
- Niʿma b. Jaʿfar
- Yaḥyā b. ʿUmar – un suo discendente che fu a capo di un'insurrezione.
- ʿAbd Allāh b. Muʿāwiya – un suo discendente che guidò un'importante rivolta alide anti-omayyade a Kūfa.